# Sao đỏ

Ngôi sao đỏ

Ngôi sao đỏ năm cánh (★) là một biểu tượng tôn giáo và tư tưởng được sử dụng với nhiều mục đích khác nhau, thường được thấy trên: quốc huy, lá cờ, đồ trang trí, di tích, và biểu trưng.

## Cờ

Cờ của Birmingham Alabama, Hoa Kỳ
Cờ của Bắc Síp
Cờ của Nagasaki (thành phố), Nhật Bản
Quốc kỳ Tunisia
Cờ của California
Quốc kỳ New Zealand
Cờ của Canton, Valais (bang), Thụy Sĩ
Quốc kỳ Cộng hòa Liên bang Xã hội chủ nghĩa Nam Tư
Cờ cách mạng 1836 ở Alta California, México
Biến thể cờ tổng thống Hoa Kỳ năm 1912
Cờ Washington, D.C.
Quốc kỳ Algerié
Cờ Panama
Cờ Cộng hòa Dân chủ Nhân dân Triều Tiên
Cờ Hội đồng Tương trợ Kinh tế
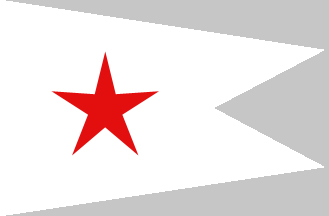
Cờ của Red Star Line
Cờ của tham mưu trưởng Lục quân Hoàng gia Ý[cần dẫn nguồn]
Cờ hải quân Liên Xô.
Cờ hải quân Liên Xô.
Cờ Hồng quân Liên Xô.
Quốc kỳ Cộng hòa Syria (1930–1958).
Quốc kỳ Zimbabwe
Cờ Cộng hòa Nhân dân Hungary (1946-1956).
Quốc kỳ Cộng hòa Xã hội chủ nghĩa România.
Quốc kỳ Cộng hòa Nhân dân Bulgaria.
Quốc kỳ Cộng hòa Xã hội chủ nghĩa Nhân dân Albania.
Cờ của Hồng Kông.
Quốc kỳ của Việt Nam.

## Huân chương

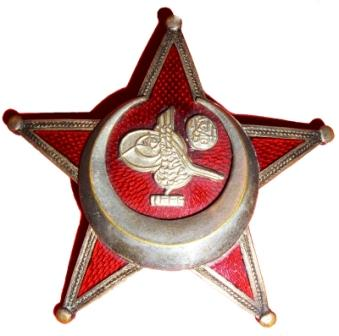
Gallipoli Star (Đế quốc Ottoman) (1915)
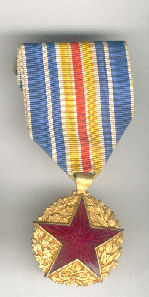
L'insigne des blessés militaires (Pháp) (1915)
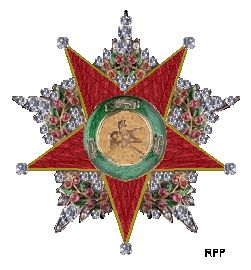
The Order of Charity (Ottoman Empire) (1878)
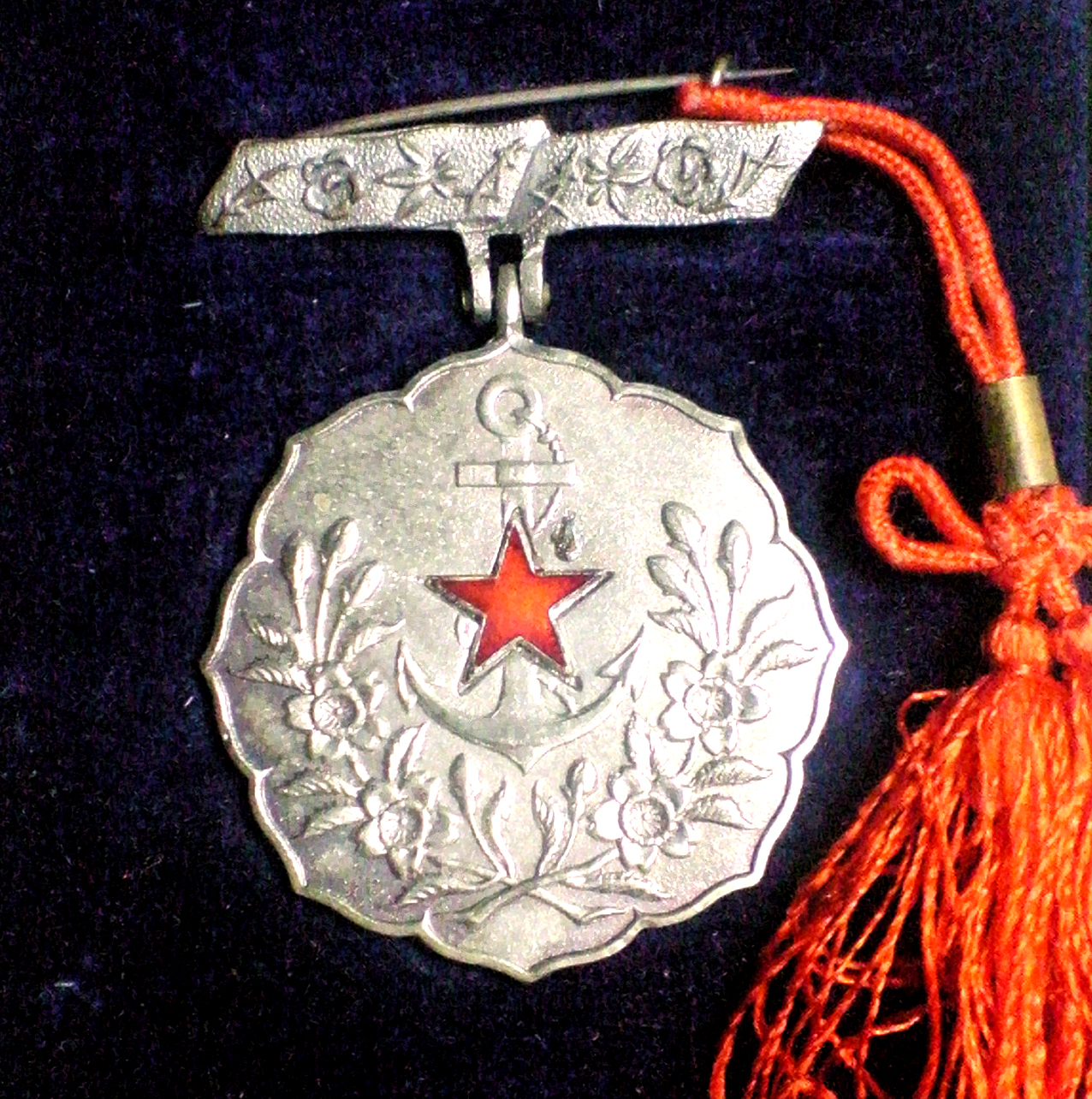
Patriotic Women's Association merit badge (Nhật Bản)
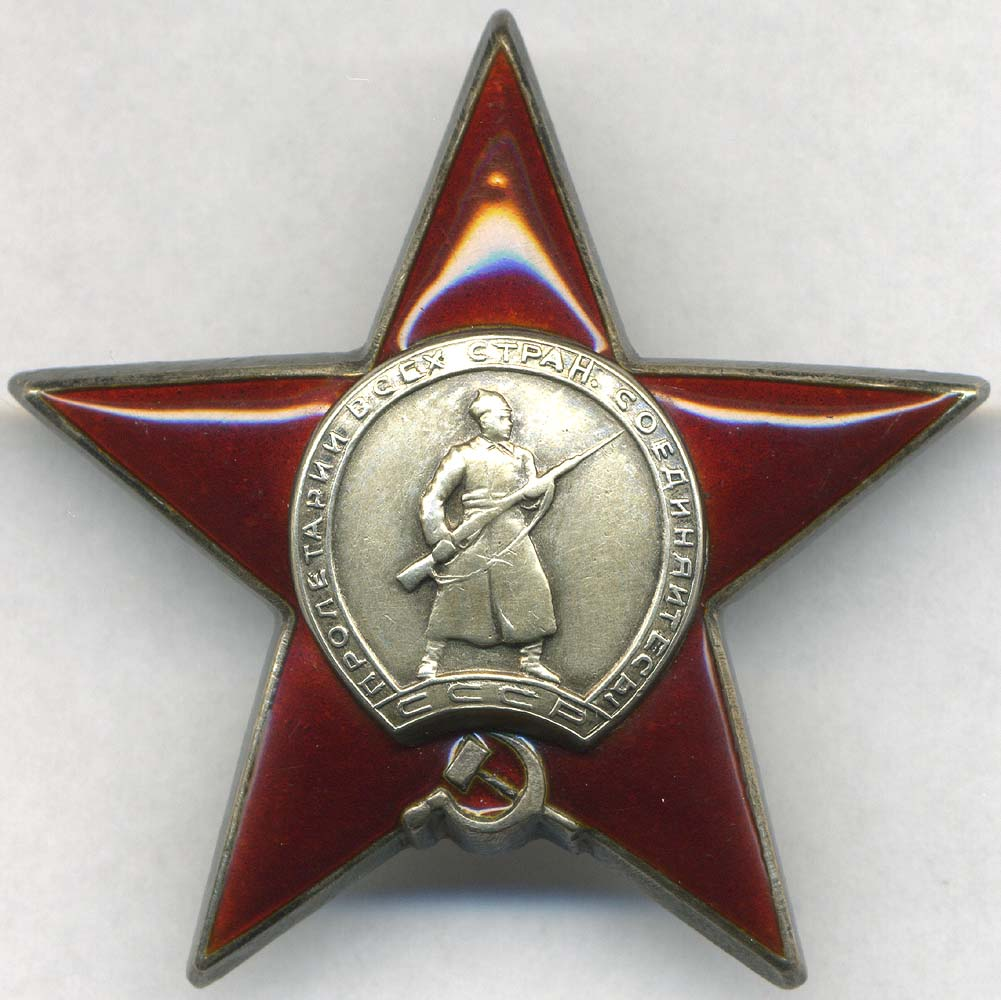
Liên Xô Order of the Red Star (1930)
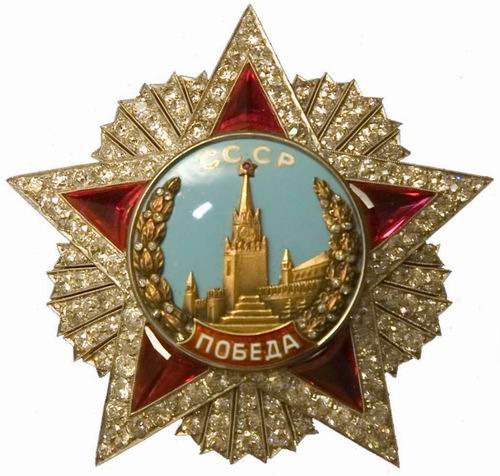
Soviet Order of Victory (1945)

## Kiến trúc

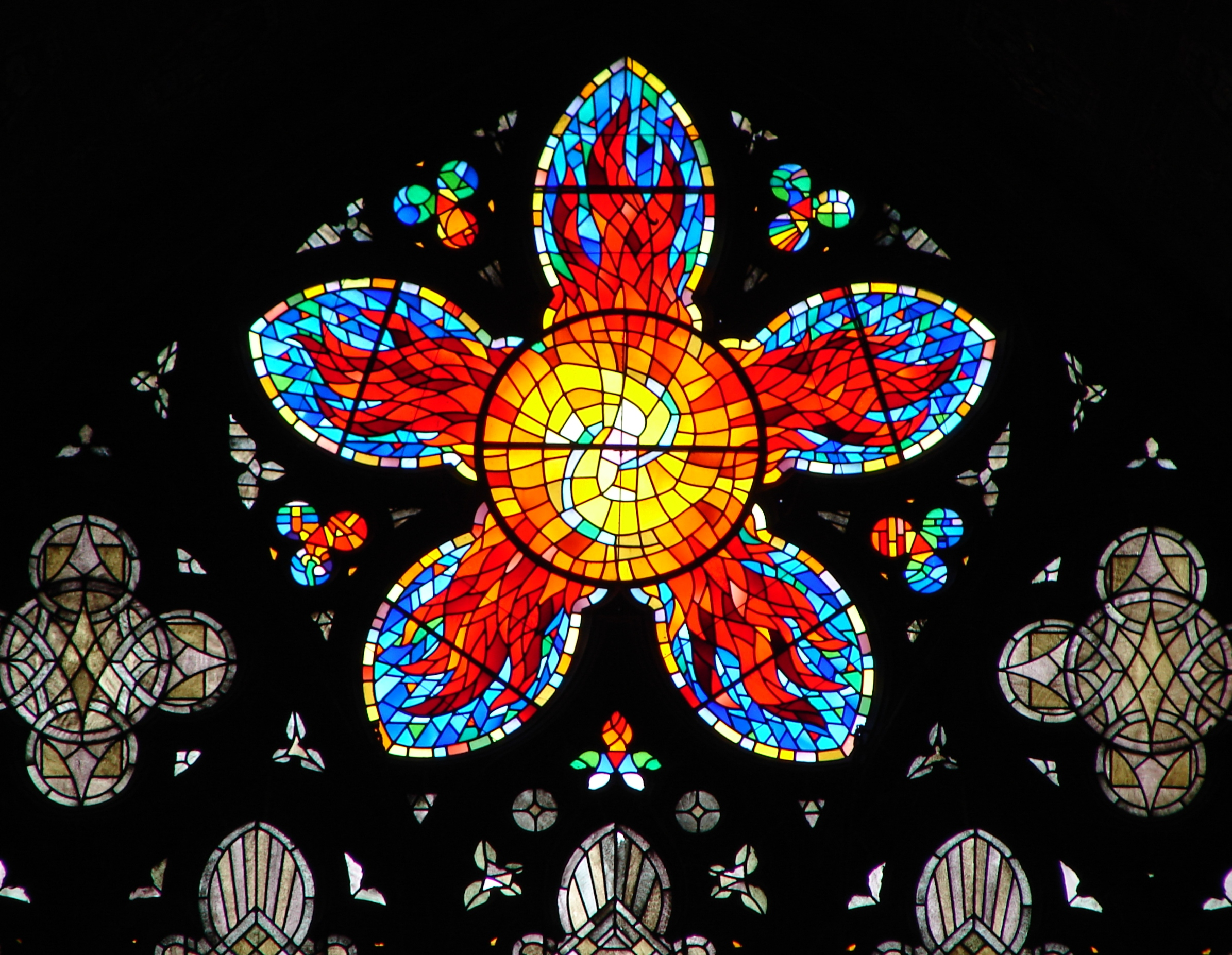
Rockefeller Chapel – University of Chicago stained glass closeup
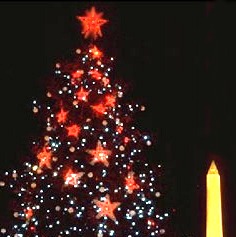
US National Christmas Tree Washington, D.C.
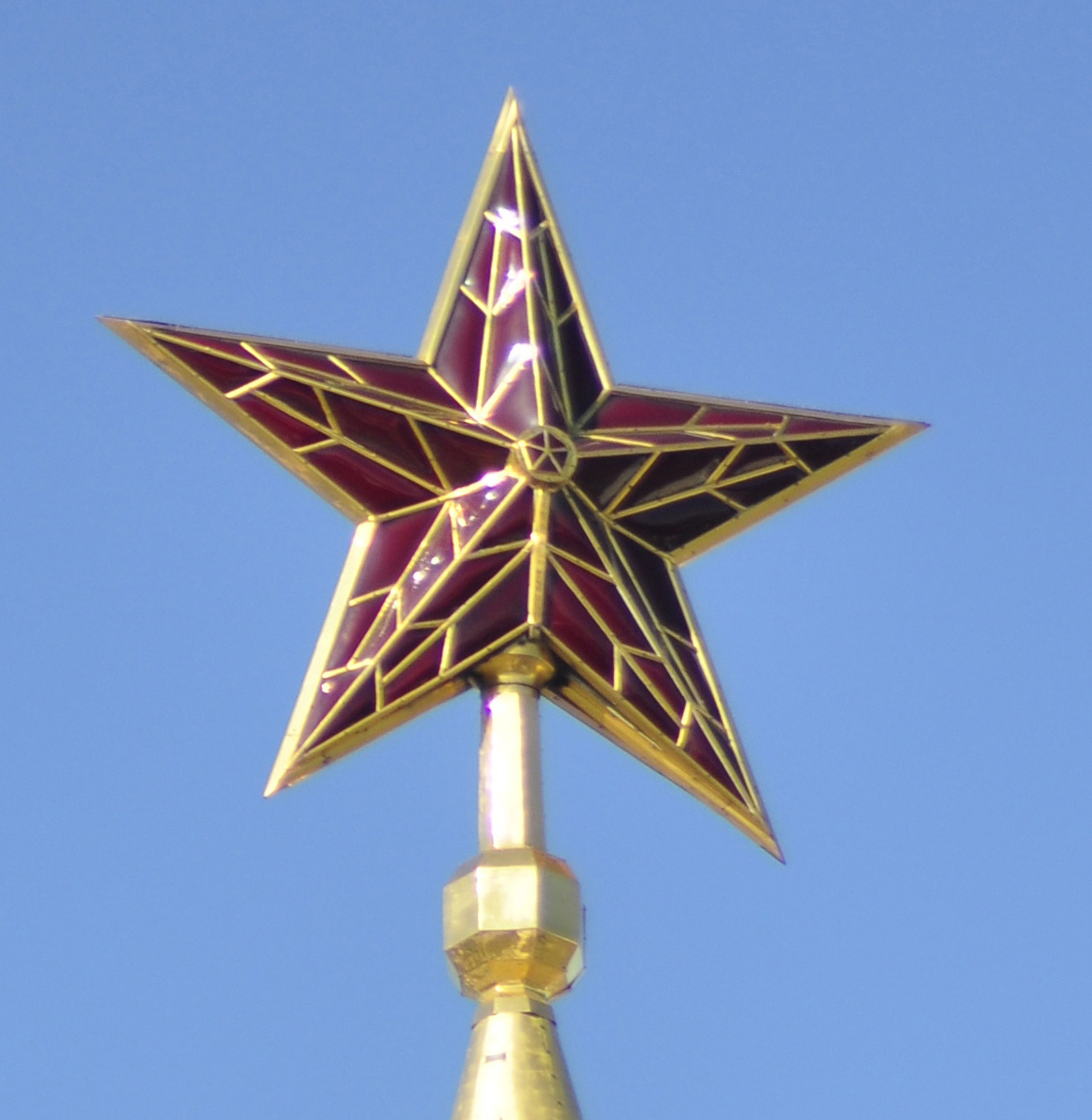
One thuộc Ngôi sao Điện Kremli atop Spasskaya Tower thuộc Điện Kremli
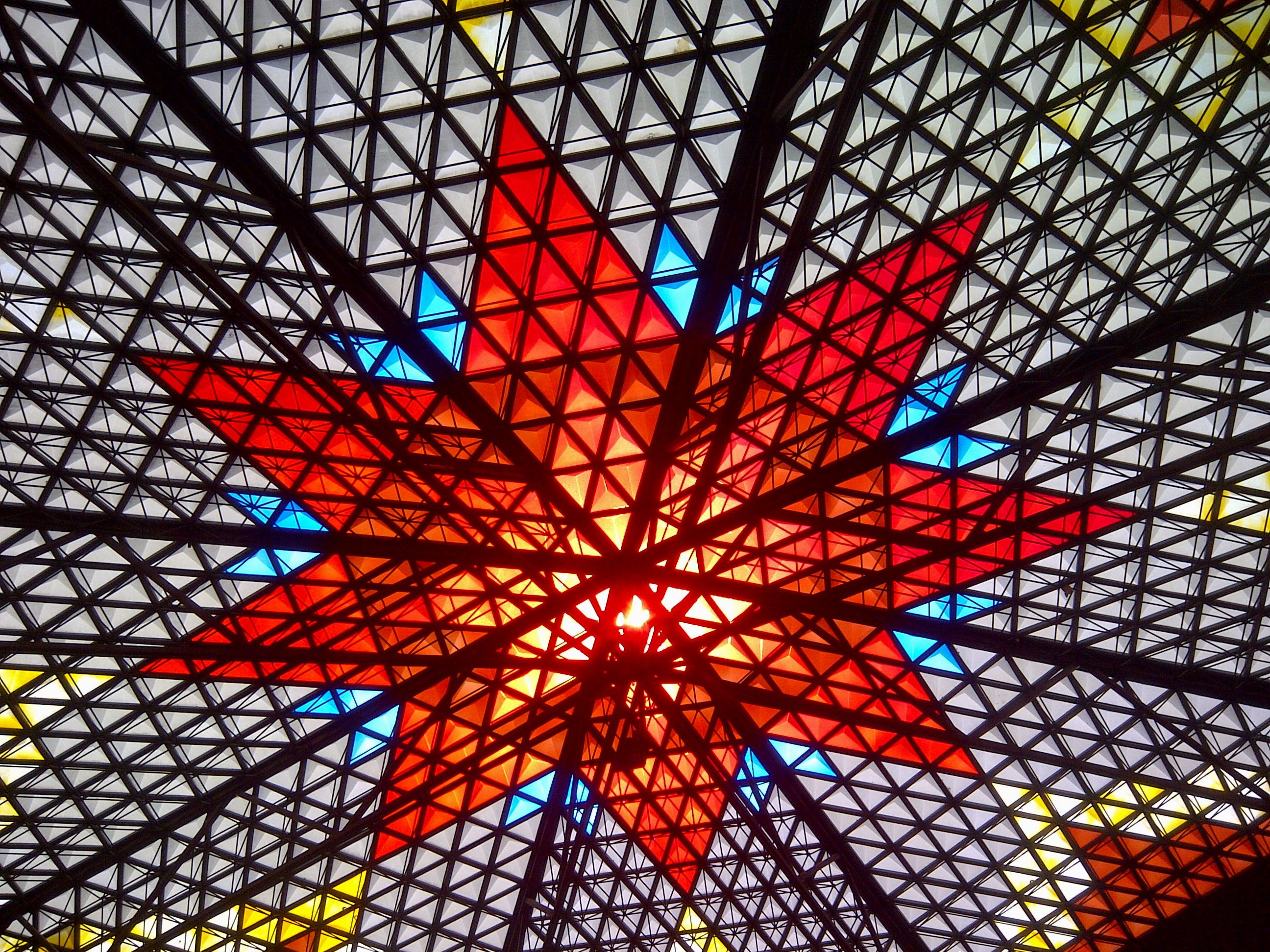
Tại Tovar

## Huy hiệu

Thể loại:Quốc huy thuộc Charles Darwin
Coat of Arms of New Zealand (1956)
Coat of Arms of Zimbabwe (1981)
Coat of Arms of Pierre de Lannoy (1445 – 1510)
Coat of Arms of Algeria (1971)
Coat of Syria (1930-1958 and 1961-1963)
Coat of arms of Djibouti (1977)
Coat of arms thuộc Chauriat, Puy-de-Dôme, France
Coat of Arms of Minas Gerais' State, Brazil
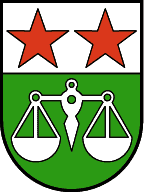
Coat of arms of Fontanella, Austria
Coat of arms of Tunisia
(1918) Coat of arms I Squadriglia Caproni
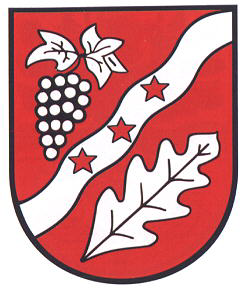
Coat of arms thuộc Kaulsdorf, Saalfeld-Rudolstadt, Germany
Coat of arms thuộc Jódar, Andalusia, Spain
Emblem thuộc Ý
Coat of arms thuộc Somerville College, Oxford